# قلائی (بافت)
قلائی، روستایی از توابع بخش مرکزی شهرستان بافت در استان کرمان ایران است.

## جمعیت
این روستا در دهستان گوغر قرار دارد و براساس سرشماری مرکز آمار ایران در سال ۱۳۹۵، جمعیت آن ۲۲۶ نفر (۷۳ خانوار) بوده‌است.